# Kathy Cornelius
Kathy Cornelius née McKinnon, née le 27 octobre 1932 à Boston (États-Unis), est une golfeuse professionnelle américaine.
Elle y est l'une des meilleures golfeuses du circuit dans les années 1950 et 1960 remportant notamment  un tournoi majeur - l'Open américain en 1956. Elle compte au total huit victoires professionnelles dont six sur le circuit LPGA.

## Palmarès

### Victoires professionnelles
| N° | Date       | Circuit principal | Tournoi        | Score           | Par | Marge   | Finaliste        |
| -- | ---------- | ----------------- | -------------- | --------------- | --- | ------- | ---------------- |
|    | 29/07/1956 | LPGA              | Open américain | 73-77-73-79=302 | + 7 | Playoff | Barbara McIntire |